# Rivière Montréal (Ontario)
Pour les articles homonymes, voir Montréal (homonymie).
La Rivière Montréal est une rivière dans le District de Timiskaming, Ontario, Canada. Elle coule sur 220 km de sa source au lac Smoothwater (en) jusqu'à son embouchure dans le lac Témiscamingue sur la Rivière des outaouais. La rivière est une source importante de l'hydroélectricité.

## Géographie

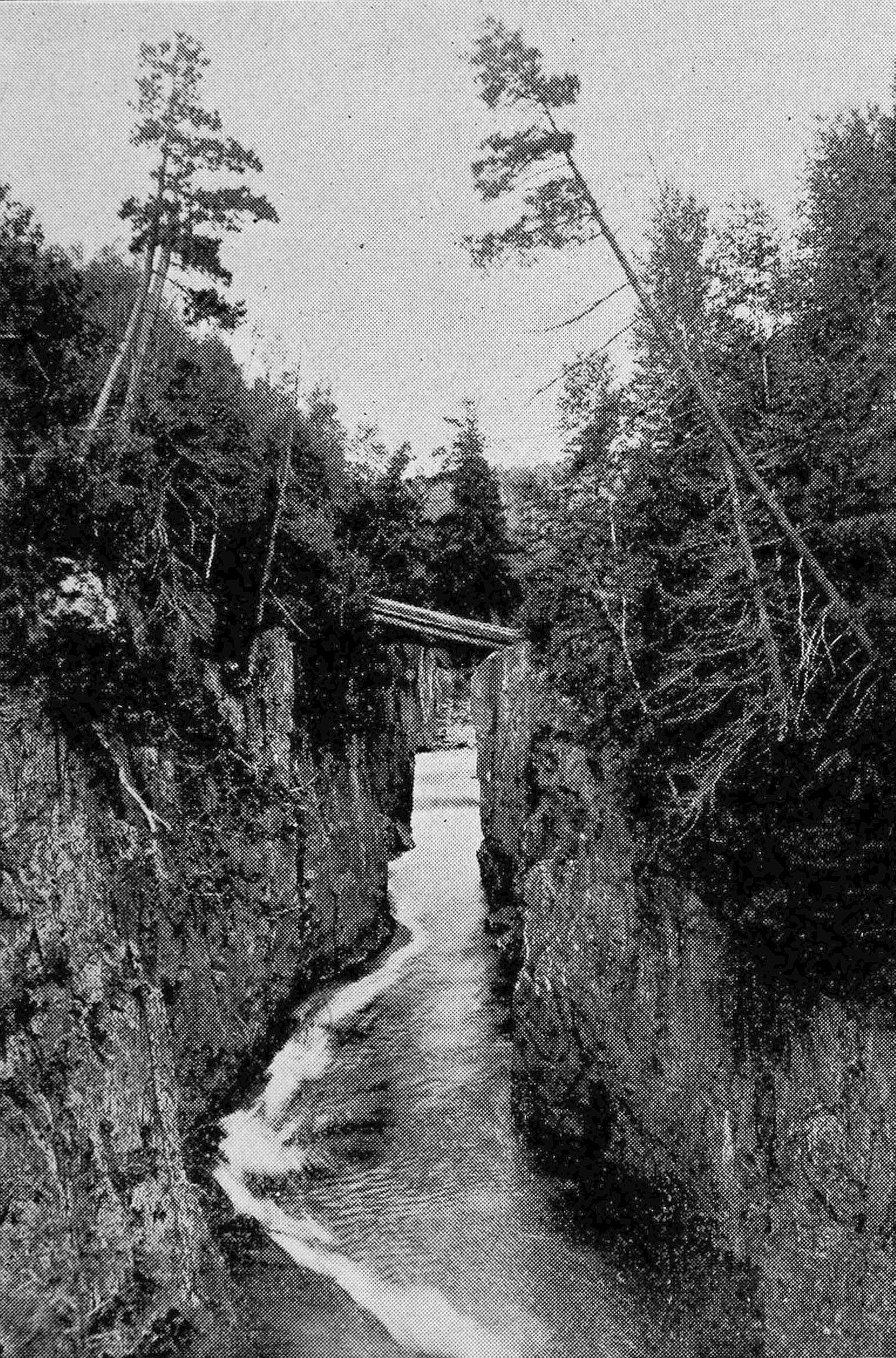
L'Encoche, 1906

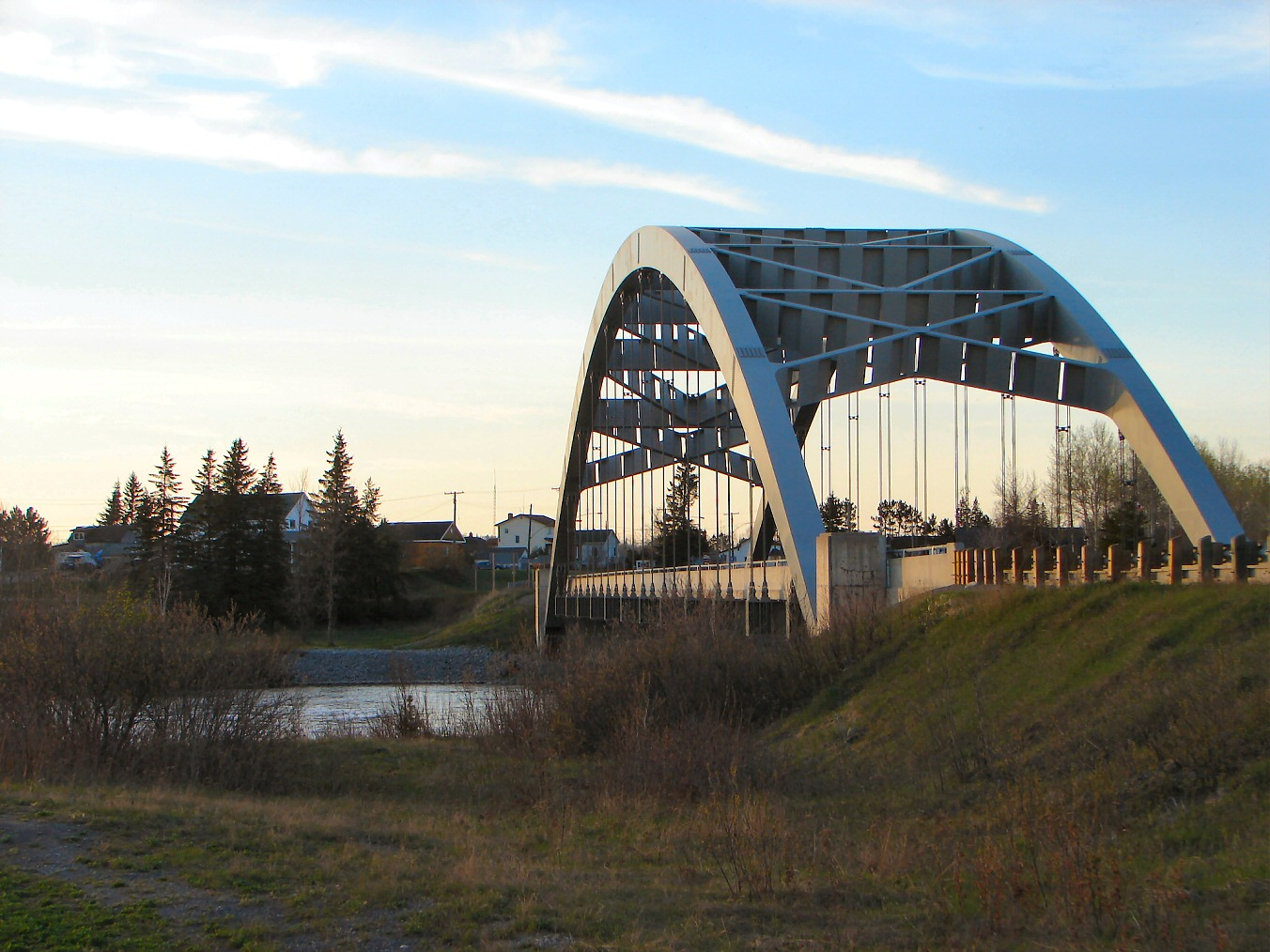
Pont Sergent Aubrey Cosens VC à Latchford.

La rivière Montréal a la forme d'une coche inversée, elle coule d'abord sur 70 km au nord-est, puis sur 150 km au sud-est jusqu'à son embouchure. Elle prend sa source au sud du lac Smoothwater dans le parc provincial de Lady Evelyn Smoothwater près du point culminant de l'Ontario (Crête Ishpatina).
La rivière se dirige ensuite vers le nord, recevant plusieurs affluents et atteint la baie Inlet du lac Gowganda et de la communauté de Gowganda (en). À sa sortie de la baie Outlet elle passe sous la Route 560, Ontario (en) et continue au nord-est. Il atteint Matachewan ou elle reçoit son principal affluent gauche la rivière Montréal Ouest. Il continue au nord-est vers les rapides de Fox, puis tourne au sud-est, passe sous la Route 65, reçoit l'affluent gauche ruisseau Sydney et atteint le barrage de l'Ontario Power Generation (OPG). La rivière continue au sud-est de la communauté de Elk Lake (en), reçoit les eaux de la rivière Makobe et passe de nouveau sous les routes 65 et 560. La rivière continue au sud-est, passe à travers la montagne Chutes, reçoit les eaux de la rivière Lady Evelyn à Mowat Landing, traverse le lac Bay et atteint la ville de Latchford (en).
La rivière se dirige vers le barrage de Latchford et sous le pont Sergent Aubrey Cosens VC de la Route 11, atteint la central Hound Chute puis la centrale Ragged Chute de la Canadian Hydro Developers. La rivière passe les chutes Fontaine les Chutes et les rapides Paugan pour se jeter dans le réservoir de la centrale Lower Notch. Elle passe le barrage puis sous la Route 567 pour atteindre son embouchure dans le Lac Témiscamingue.

## L'écologie
Deux postes de baguage des oiseaux sont situés dans la région du bassin versant de la rivière Montréal. Une se situe à la Montagne Chutes du sud-est du lac Elk, et l'autre au lac Gillies juste au nord-est de Latchford.